# Gátalja
Gátalja, 1910-ig Gáttája (Gattaja, románul: Gătaia, németül: Gattaja vagy Gatai) város Temes megyében, a Bánságban, Romániában.

## Fekvése
Temesvártól 55 km-re délkeletre, Resicabányától pedig 47 km-re északnyugatra, a Berzava folyó mentén fekszik.

## Nevének eredete
Először 1343-ban, Superior és Inferior Gatal alakban említették. Puszta személynévből vált helységnévvé. Az -a végződést a románban kapta (először 1700 után, Gataja). A helységnévrendezéskor tudatosan a gát + alja szerkezethez igazították.

## Történelem
Kezdetben Krassó, a 16. század végétől Temes vármegyéhez, 1688-ban és 1699-ben pedig Szörény vármegyéhez tartozott. 1342 körül épült pálos kolostorát 1392-ben egy török portya elpusztította. Ezután helyreállították, amint egy 1411-es, malomra vonatkozó adománylevél tanúsítja. A kolostorról az utolsó adat 1522-ből való. 1554 és 1579 között városként említették. A lugosi végvári katonák 1572-ben szétvertek benne egy török csapatot. A kamara a 18. században rizstermesztéssel próbálkozott határában, amit a Berzava partja mentén az 1970-es években újra meghonosítani igyekeztek. A gátaljai románok, szerb betyárokkal szövetségben 1738-ban megtámadták a környékbeli német telepítvényeket. A felkelést Lentulus császári tábornok fojtotta el, vezetőit Denta mellett felakasztották. 1823-ban Gorove László, Lajos és Károly szerezték meg, akik 1824-ben felvették a gattajai előnevet. Román lakossága mellé a család római katolikus magyarokat telepített be a Kiskunságból, Külső-Szolnok vármegyéből, Békésszentandrásról és Kétegyházáról. Ekkoriban németek is megtelepültek benne. Magyar lakosai később részt vettek Udvarszállás benépesítésében. Korán, 1874-ben épült meg első vasútvonala, sőt 1896-tól vasúti csomóponttá vált. 1880-ban gyógyszertár nyílt benne. Római katolikusai 1902-ig káplánságként, majd templomigazgatóságként Móricföldhöz tartoztak, akkor szervezték önálló plébániává. 1935-től járásszékhely. 1936-ban és 1944-ben 190 móc és 25 egresi román családot telepítettek le északi részére, családonként 16 hektáron. 2004-ben kapott városi címet.
1880-ban 2044 lakosából 880 volt magyar, 814 román és 204 német anyanyelvű; 1174 római katolikus, 1122 ortodox, 50 református és 34 zsidó vallású.
2002-ben 4073 lakosából 2997 volt román, 817 magyar, 84 szlovák és 71 német nemzetiségű; 2459 ortodox, 982 római katolikus, 361 pünkösdista, 97 református és 67 adventista vallású.
2004-ben nyilvánították várossá.

## Nevezetességek
- Elmegyógyintézet. A szovjet hadsereg 1951-ben kezdte meg a gátaljai kaszárnya építését, amely a Tito-ellenes határvédelmi vonalnak lett volna a része. Miután a szovjet–jugoszláv kapcsolatok 1954-ben felengedtek, a szovjetek ejtették a tervet. Az épületben 1966 óta működik elmegyógyintézet. Megnyitása után az első között alkalmazták itt Romániában a pszichodráma módszerét.
- Helytörténeti múzeum.
- A Kárpát utcai ortodox templom 1797-ben, a római katolikus templom 1865-ben épült.

## Gazdaság
- Fontosabb gazdasági ágazatok: mezőgazdaság (zöldségtermesztés, sertéstelep), kereskedelem, textil- és élelmiszeripar.

## Kultúra, társadalom

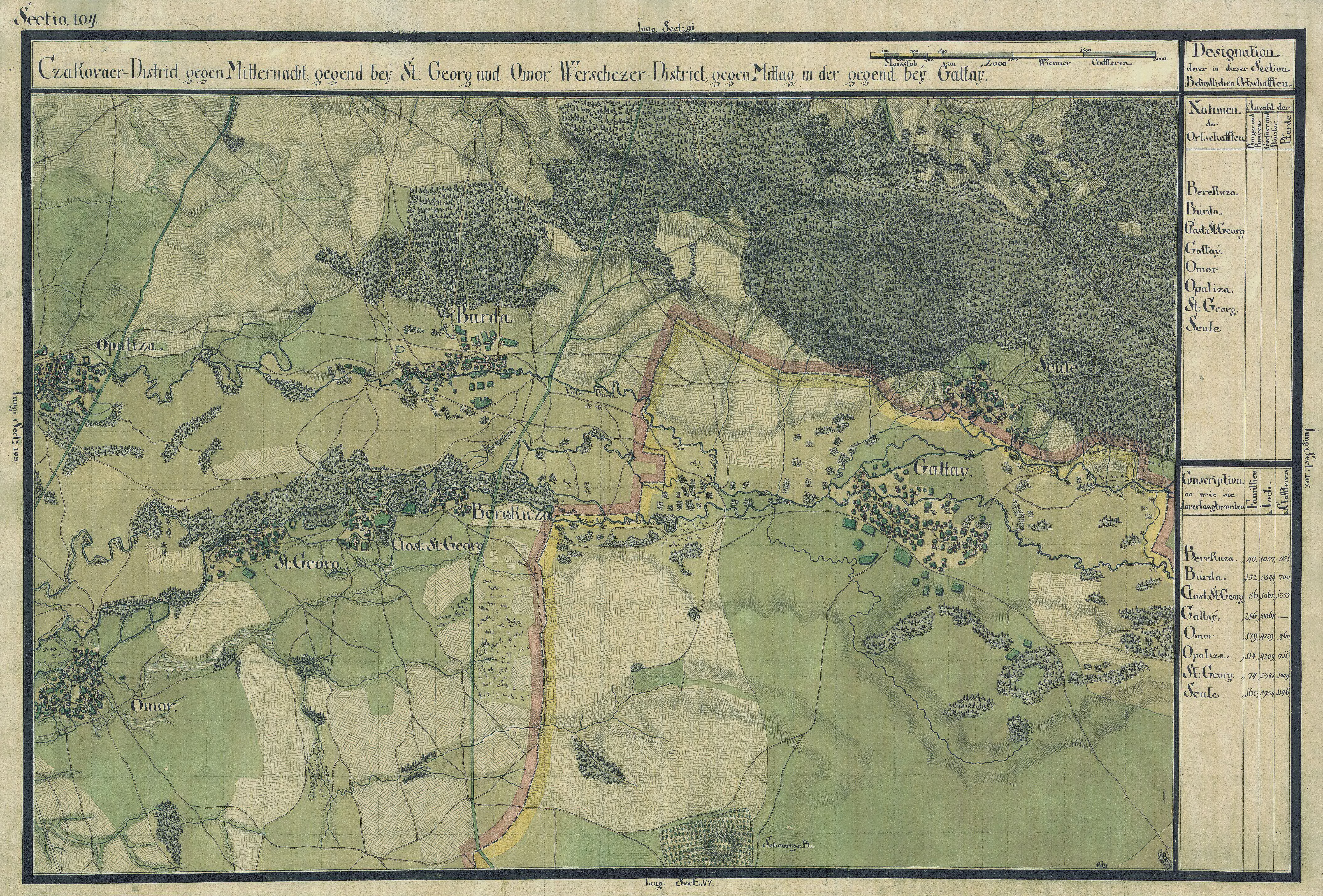
Gátalja környéke 1769-72 között

A városban elméleti líceum működik. Magyar nyelvű oktatás nincsen, csak fakultatív magyarórák, illetve a 2. számú óvodában egy vegyes nyelvű csoport. 2002-ben alapították a Gorove László Társaskör nevű magyar kulturális egyesületet.

## Hírességek
- 1823-tól a településen gazdálkodott Gorove László író.
- 1848-ig itteni kúriájában élt Gorove István politikus.
- Itt született 1881-ben Mihai Gașpar író, a Bánátban játszódó történelmi regények szerzője.
- Itt született 1909-ben Dezső Béla labdarúgó, az 1930-as labdarúgó-világbajnokságon a román csapat tagja.
- Itt született 1965-ben Böcskei László nagyváradi római katolikus megyés püspök.[7]